# Marc Dutreeuw
Marc Dutreeuw (* 21. Februar 1960) ist ein belgischer Schachspieler.
1996 gewann er in Geel die belgische Einzelmeisterschaft. Im selben Jahr erhielt er den Titel Internationaler Meister.
Für die belgische Nationalmannschaft nahm er zwischen 1990 und 2006 an acht Schacholympiaden teil, wobei als seine beste Leistung sein Auftritt bei der Olympiade 1992 in Manila am zweiten Brett zu werten ist, bei der er bei nur einer Niederlage gegen Julio Ernesto Granda Zúñiga mit 6,5 Punkten aus 9 Partien und einer Elo-Leistung von 2607 zum Beispiel gegen Elizbar Ubilava gewann. Er spielte für Belgien zwischen 1989 und 2007 auch bei sechs Mannschaftseuropameisterschaften.
Mit dem belgischen Verein Koninklijke Antwerpse - OSK nahm er 2001 am European Club Cup teil. Seit einigen Jahren spielt er in der belgischen Interclubs-Liga inzwischen für Borgerhout am ersten Brett. In Deutschland spielte er in der NRW-Liga, der Schachbundesliga und der 2. Bundesliga West für die SG Heiligenhaus. Auch in der niederländischen und französischen Mannschaftsmeisterschaft hat er gespielt.
Die Elo-Zahl Marc Dutreeuws beträgt 2415 (Stand: Juni 2020); damit läge er auf dem 14. Platz der belgischen Elo-Rangliste, er wird aber als inaktiv geführt, da er seit der belgischen Mannschaftsmeisterschaft 2016/17 keine Elo-gewertete Schachpartien mehr gespielt hat. Seine bisher höchste Elo-Zahl war 2455 im Juli 1993.